# پن-وای-گنت
پن-وای-گنت (انگلیسی: Pen-y-ghent) تپه‌ای در یورک‌شر دالاس در انگلستان است. این تپه کوچکترین تپه از سه قله یورک‌شر با 694 متر می‌باشد.